# Skleněný
Skleněný (v anglickém originále Glass) je americký superhdinský thrillerový film z roku 2019. Jeho scenáristou, producentem a režisérem je M. Night Shyamalan. Film je pokračováním předchozích filmů Vyvolený (2000) a Rozpolcený (2016). Je posledním filmem z trilogie. Hlavní role hrají Bruce Willis, Samuel L. Jackson, Spencer Treat Clark, Charlayne Woodard, James McAvoy, Anya Taylor-Joy, Sarah Paulson, Adam David Thompson a Luke Kirby.
Film měl premiéru dne 18. ledna 2019 ve Spojených státech amerických a dne 17. ledna 2019 v České republice. Snímek získal smíšené recenze od kritiků.

## Obsazení
- James McAvoy jako Kevin Wendell Crumb, bývalý zaměstnanec zoologické zahrady ve Philadelphii se 23 různými osobnostmi
- Bruce Willis jako David Dunn, pracující v ochrance, má nadlidskou sílu, vidí zločiny, které lidé spáchali tím, že se jich dotkne
- Samuel L. Jackson jako Elijah Price / Pan Glass, inteligentní masový vrah
- Sarah Paulson jako doktorka Ellie Staple, psychiatrička se specializací na bludy, která léčí pacienty, jež jsou přesvědčeni, že jsou nadlidskými bytostmi
- Anya Taylor-Joy jako Casey Cooke, dospívající dívka, která byla unesena jednou z Kevinových osobností, ale podařilo se jí přežít
- Spencer Treat Clark jako Joseph Dunn, Davidův syn, který věří ve schopnosti svého otce, vidí ho jako skutečného superhrdinu
- Charlayne Woodardo jako paní Cenová, Elijahova matka
- Adam David Thompson jako Daryl, zaměstnanec na psychologickém oddělení
- Luke Kirby jako Pierce, jeden z opatrovníků objektu

## Vydání
Film měl premiéru dne 18. ledna 2019 ve Spojených státech a Kanadě. Film distribuovala společnost Universal Pictures a na mezinárodních územích Walt Disney Studios Motion Pictures, prostřednictvím její značky Buena Vista International.
Celosvětová premiéra se uskutečnila dne 12. ledna 2019 v pětadvaceti kinech Alamo Drafthouse Cinema.

### Tržby
Ke 5. únoru 2019 film ve Spojených státech a v Kanadě vydělal 88,7 milionů dolarů, v dalších zemích 110,3 milionu dolarů, celkově tak vydělal přes 199 miliónů dolarů, zatímco rozpočet činil 20 milionů dolarů.

### Recenze
Film získal smíšené recenze od kritiků. Na recenzní stránce Rotten Tomatoes získal ze 319 započtených recenzí 36 procent s průměrným ratingem 5,1 bodů z deseti. Na serveru Metacritic snímek získal z 51 recenzí 42 bodů ze sta. Na Česko-Slovenské filmové databázi si snímek k 4. únoru drží 71%.